# Piazza Garraffello
Piazza Garraffello è una piazza di Palermo.
La piazza è situata nel quartiere La Loggia o Mandamento Castello a Mare nel centro storico di Palermo, ed era il cuore del mercato della Vucciria. 
Dal 2008 la piazza, estintosi lo storico mercato diurno è invece luogo di ritrovo notturno e discoteca all'aria aperta, tra sonorità Reggae Muffn', Trash, Funk, Hip Pop, Hard techno, Breakbeat, Dubstep e gastronomia caratteristica. Al centro della piazza è presente l'omonima fontana situata in loco alla fine del XVI secolo.
Il 5 febbraio 2014 dopo alcuni giorni di forti piogge è crollato parte di uno dei palazzi prospicienti sulla piazza, provocando la chiusura temporanea di tutte le attività della piazza. A seguito di questo evento sono iniziati immediatamente i lavori di messa in sicurezza di tutta la piazza. 

Nel corso del 2015 il Comune di Palermo ha iniziato i lavori di rifacimento dell'intera pavimentazione della piazza e zone limitrofe tramite vecchi e nuovi basolati della tipica pietra locale, il billiemi.
Tra gli edifici storici che vi affacciano sono Palazzo Rammacca e Palazzo Lo Mazzarino (in cui nacque Pietro, il padre del famoso Cardinale Mazzarino nel 1576). Tutta l'architettura della piazza è in condizioni post belliche.